# Christian Griepenkerl
Christian Griepenkerl (Oldemburgo, 17 marzo 1839 – Vienna, 22 marzo 1916) è stato un pittore tedesco, nonché insegnante presso l'Accademia di belle arti di Vienna.

## Biografia

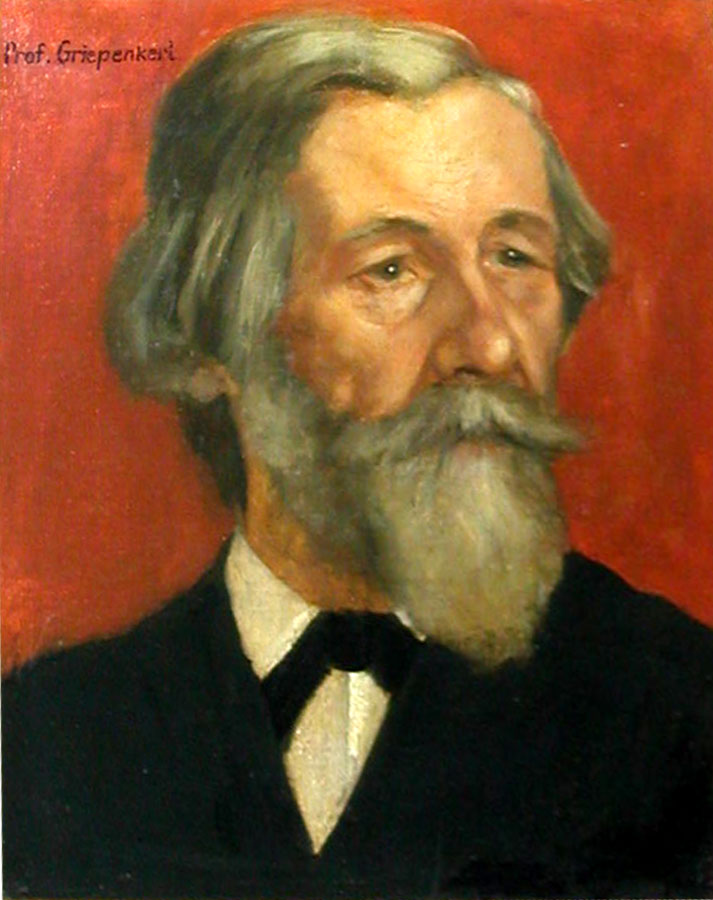
Christian Griepenkerl ritratto da Anton Faistauer nel 1907 circa.

Christian Griepenkerl nacque in una delle famiglie principali di Oldemburgo. Da giovane, diede retta al consiglio del suo compatriota, il paesaggista, Ernst Willers, e si recò a Vienna alla fine del 1855 così da iscriversi alla scuola privata di belle arti fondata quattro anni prima da Carl Rahl. Quest'ultimo lasciò che vari dei suoi studenti partecipassero agli schizzi e all'esecuzione dei suoi dipinti e con ciò diede forma al loro sviluppo artistico individuale. Il primo dipinto di Griepenkerl, Edipo guidato da Antigone, ottenne l'approvazione di Rahl, e Griepenkerl partecipò con il suo professore alla realizzazione di un ciclo di affreschi nella grande scalinata del museo delle armi (l'odierno museo di storia militare di Vienna), al palazzo Todesco e al palazzo di Simon Sinas. Alla morte di Rahl nel 1865, continuò individualmente ed eseguì le commissioni incompiute del maestro.
Nel 1874, Griepenkerl fu nominato professore all'accademia di belle arti di Vienna, dove a partire dal 1877 diresse una scuola speciale di pittura storica. Le sue specialità erano l'allegoria, con dei temi presi dalla mitologia classica, e il ritratto. Quindi Griepenkerl insegnò a un'intera generazione di pittori viennesi. Tra i suoi studenti più noti c'erano Carl Moll (1880–1881), Leopold Schmutzler (1880-1882), Alfred Roller, Max Kurzweil, Carl Otto Czeschka (1894-1899), Richard Gerstl (1898–1899), Egon Schiele (1906–1908), Anton Faistauer (1906–1909), Karl Borschke (1908-1910), Richard Geiger e Uroš Predić. Il conservatorismo estremo di Griepenkerl portò a delle proteste ripetute dei suoi studenti, all'abbandono delle lezioni, e, tra le altre cose, alla fondazione del gruppo dell'arte nuova (Neukunstgruppe).
Griepenkerl divenne inoltre famoso dopo la sua morte per aver rifiutato la richiesta di iscrizione di Adolf Hitler all'accademia di belle arti di Vienna. Nel 1907, dopo che Hitler venne autorizzato a realizzare un disegno di prova, Gripenekerl lo giudicò non soddisfacente, con "troppe poche teste", e il suo verdetto fu ancora più chiaro nel 1908: "Non ammesso".
Egli morì a Vienna nel 1916 e venne sepolto al cimitero centrale di Vienna. Nel 1924, una strada nel distretto viennese di Hietzing venne intitolata in suo onore (la Griepenkerlgasse).

## Opere

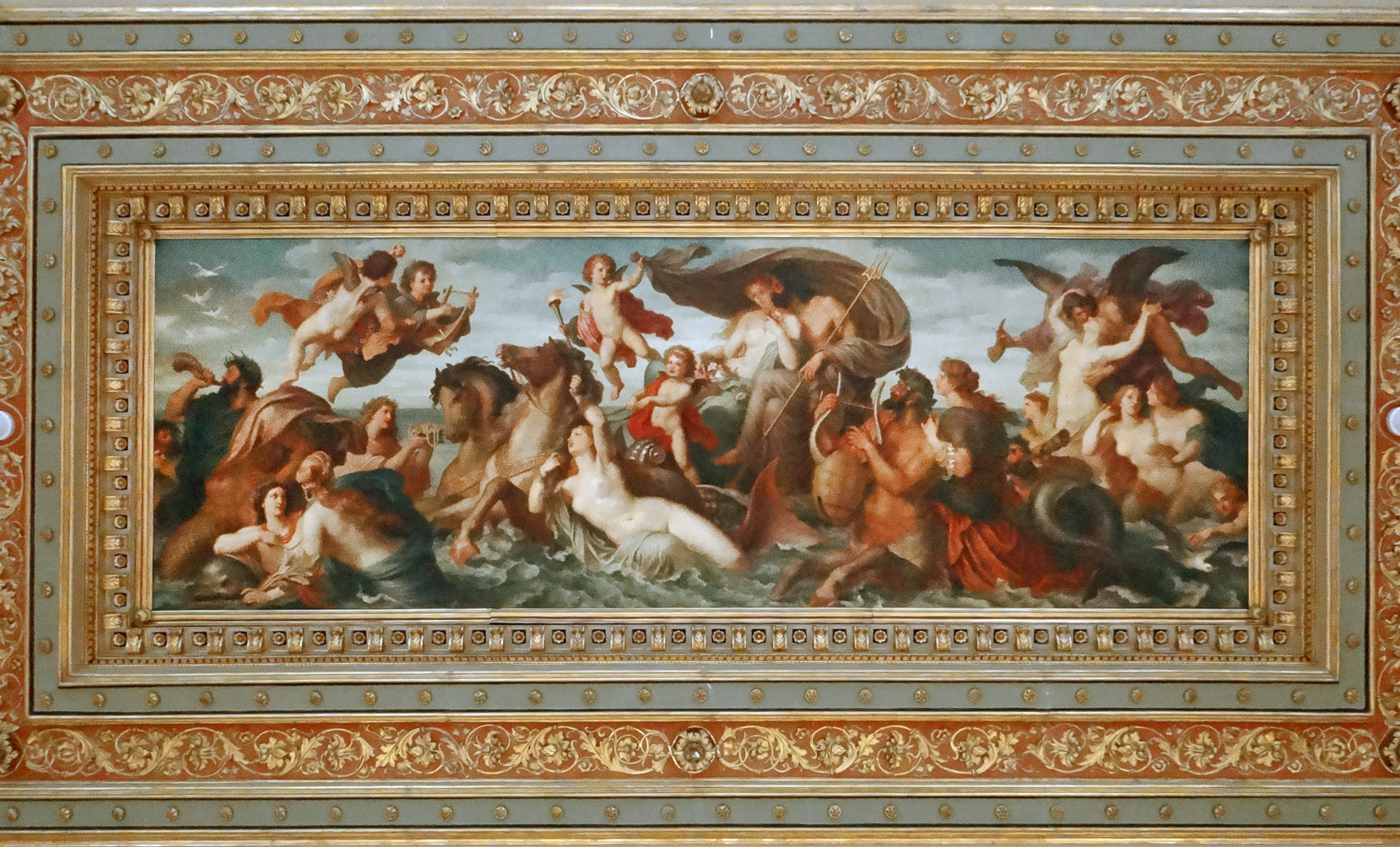
Il corteo nuziale di Poseidone, 1874

Tra le opere di Griepenkerl, sono presenti delle composizioni di Rahl che realizzò con l'aiuto di Eduard Bitterlich nel teatro dell'opera municipale. Il gruppo lavorò per quattro anni al soffitto dell'auditorium e al sipario da calare di quest'opera. Fu solo dopo la morte di Rahl nel 1865 che Griepenkerl accettò le proprie commissioni monumentali. L'architetto Theophil Hansen lo ingaggiò per la decorazione del palazzo Ephrussi e del palazzo Epstein, e Franz Klein lo ingaggiò per il castello di Hornstein e il palazzo Grassi a Venezia. Sul soffitto Christian Griepenkerl realizzò gli affreschi Il corteo nuziale di Poseidone, I demoni della tempesta e I fantasmi protettori del mare, che sono nobili e molto graziosi, ma che presentano alcune lacune nei vestiti e nell'illuminazione. I dipinti murali della magione della granduchessa della Toscana a Gmunden e il suo dipinto Il matrimonio di Afrodite e di Adone nella sala da pranzo nella magione Simon, vicino Hietzing, sono di uguale importanza.

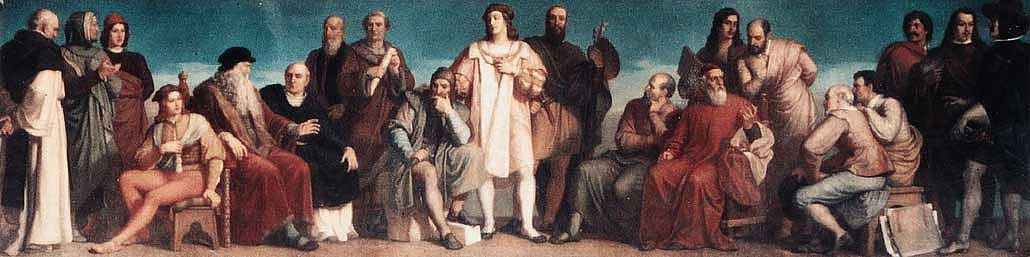
L'affresco con gli eroi dell'arte all'Augusteum oldemburghese.

Nel 1878, Griepenkerl realizzò inoltre i dipinti decorativi a olio nella sala della scalinata dell'Augusteum di Oldemburgo; dipinse una Venere Urania come ideale di bellezza, circondata da quattro temi ispirati al mito di Prometeo, sul tetto, mentre sui tre muri fece un incontro ideale degli eroi dell'arte di tutti i tempi, in ordine cronologico, che richiama l'affresco dell'emiciclo della scuola nazionale superiore di belle arti dipinto da Paul Delaroche.
A queste opere seguì un ciclo di dipinti che illustravano dei temi provenienti dal mito di Prometeo nella sala delle sedute dell'accademia di Atene.

## Galleria d'immagini

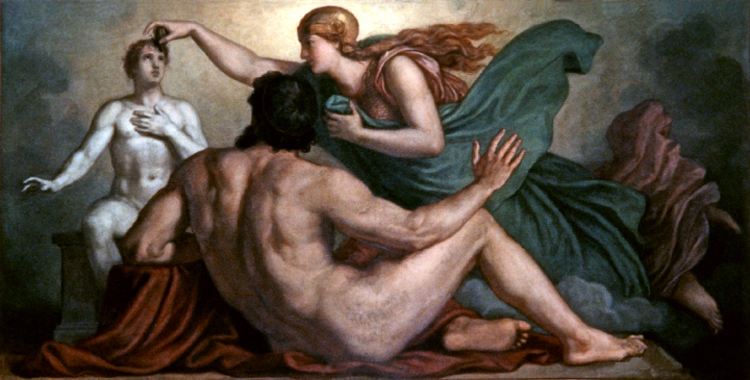
Un affresco sul mito di Prometeo all'Augusteum di Oldemburgo.
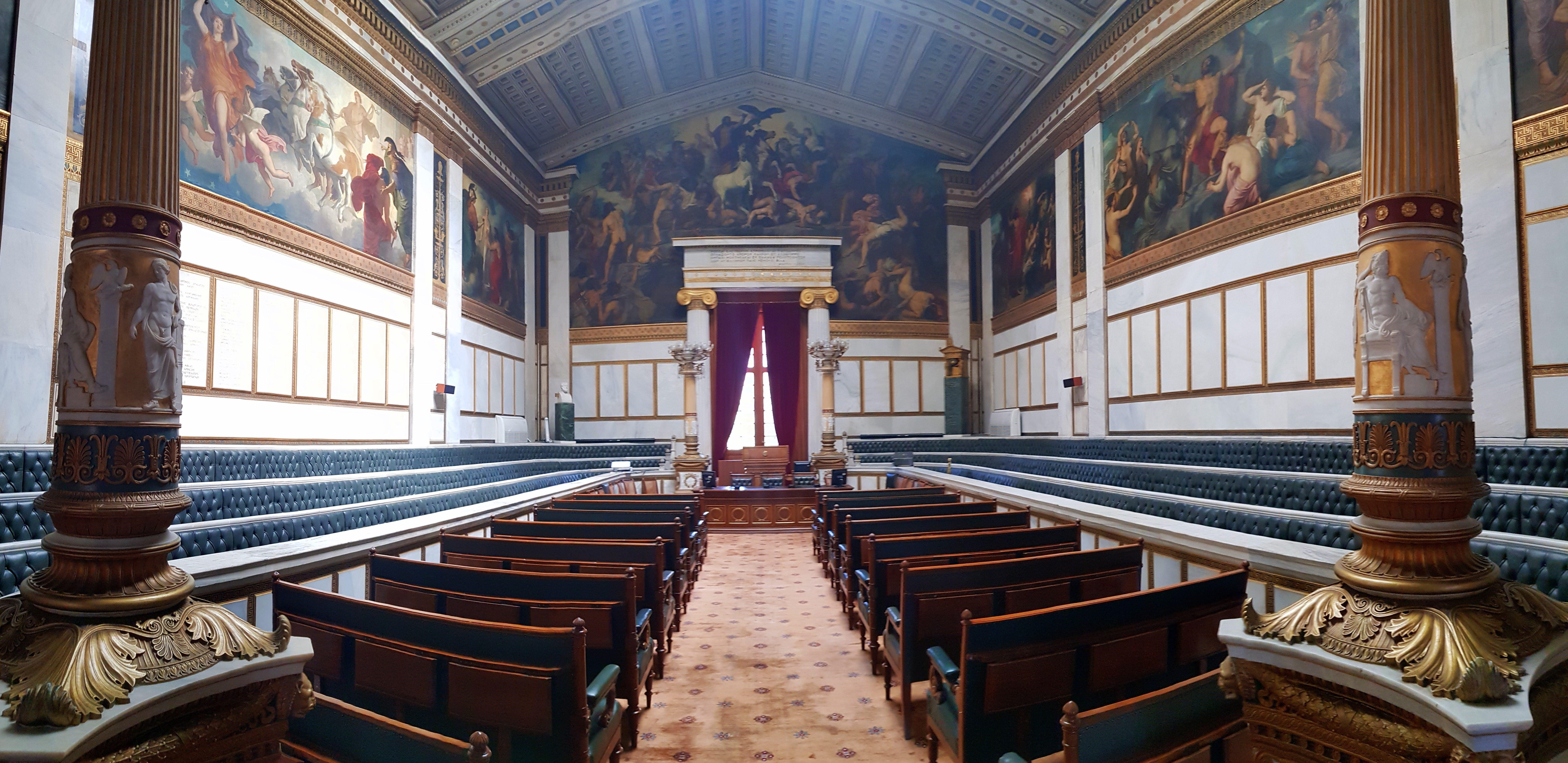
Gli affreschi all'interno dell'accademia di Atene.
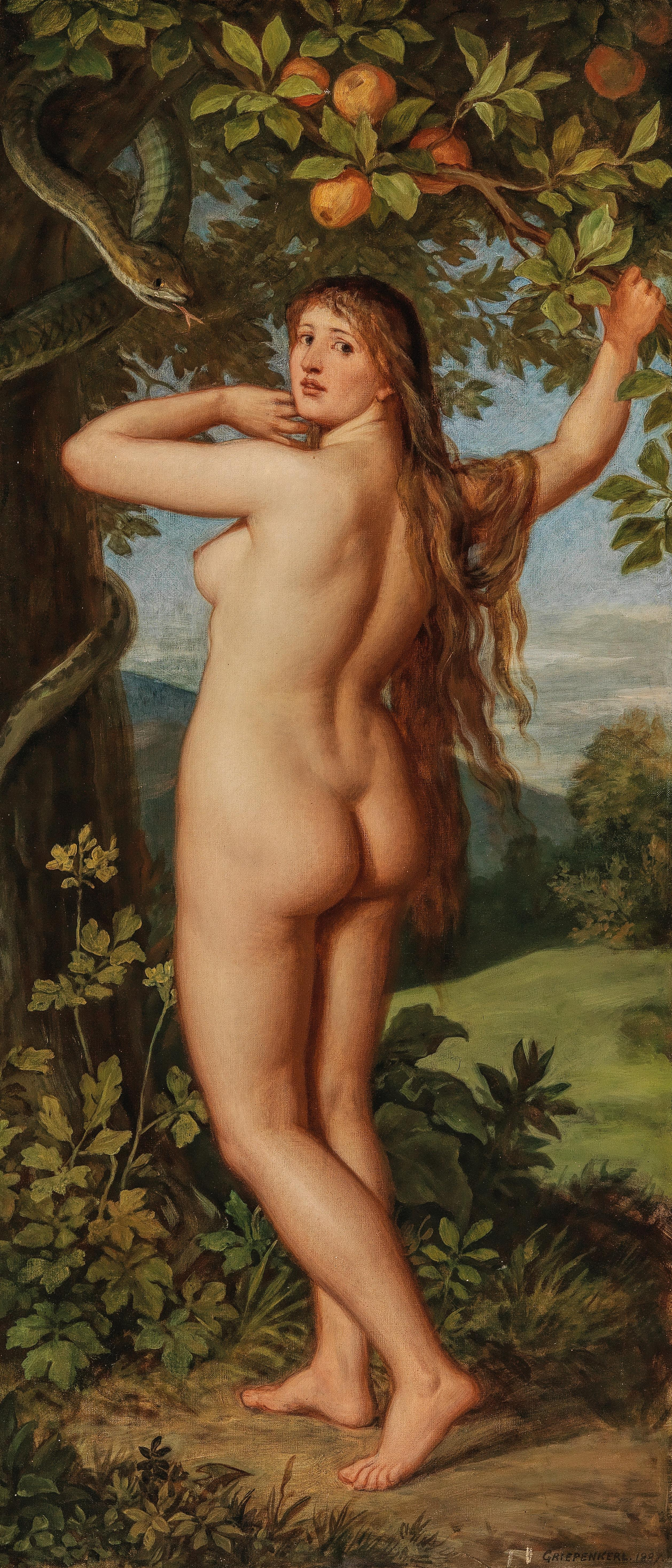
Eva nel Paradiso terrestre, 1887
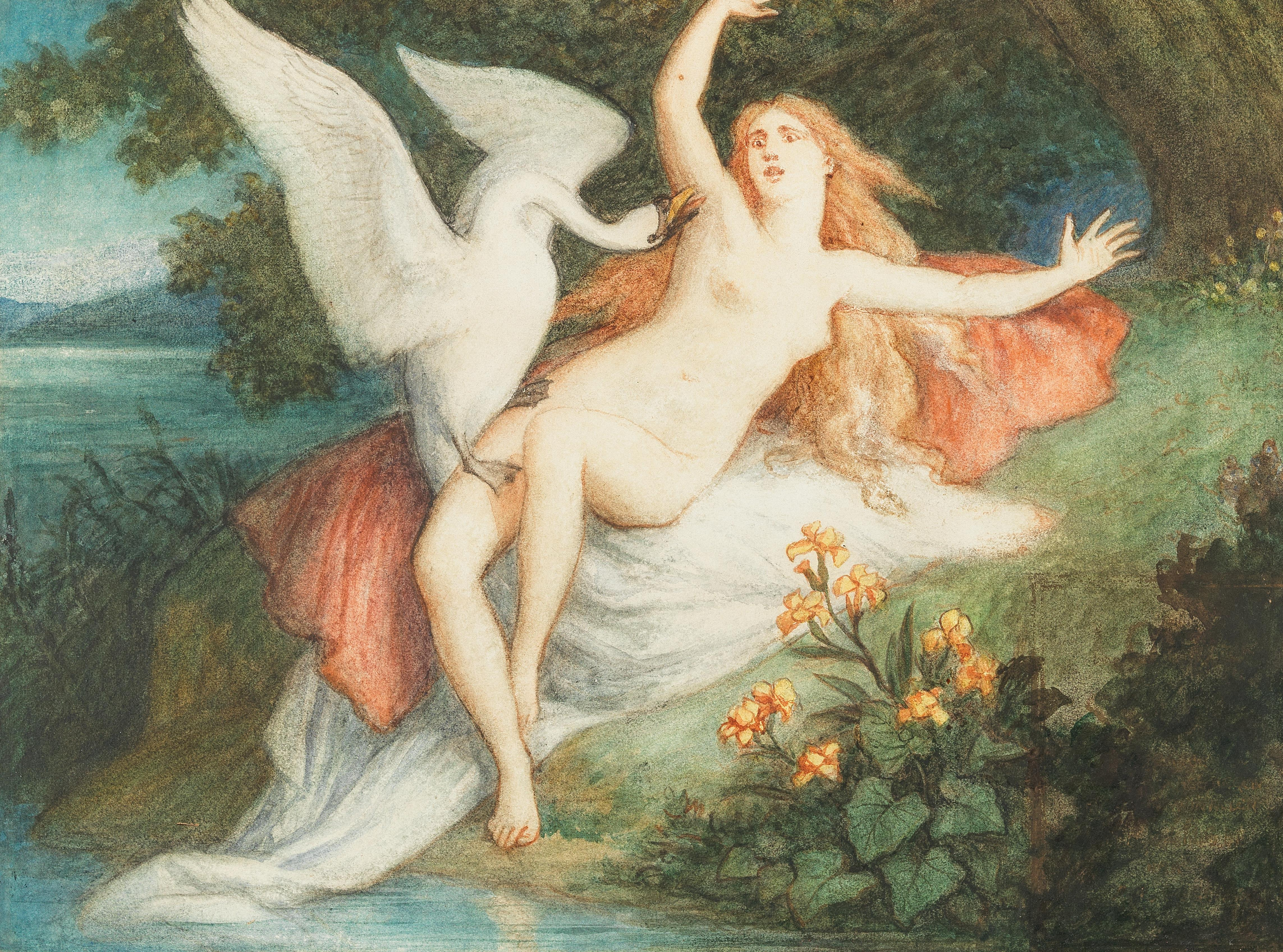
Leda e il cigno, 1908